# 費爾南多·諾瓦斯
費爾南多·埃米利奧·諾瓦斯（西班牙語：Fernando Emilio Novas，1960年—）是一名阿根廷古生物學家，任職於阿根廷布宜諾斯艾利斯貝爾納迪諾·里瓦達維亞阿根廷自然科學博物館比較解剖部。諾瓦斯擁有自然科學博士學位。
在國家科學與技術委員會工作期間，他描述或共同描述了許多恐龍，其中包括阿貝力龍、春龍、阿拉果龍、南方盜龍、智利龍、大盜龍、內烏肯盜龍、齒河盜龍、巴塔哥爪龍、半鳥、蠍獵龍、魁紂龍、小頭龍和普爾塔龍，其中大部分來自阿根廷巴塔哥尼亞地區。2015年6月18日，迪亞哥蘇亞雷斯智利龍（Chilesaurus diegosuarezi）登上了《自然》雜誌的封面。2023年，他因過去十年在古生物學領域的工作而獲得科納斯獎榮譽證書。